# Sieg über das Dunkel
Sieg über das Dunkel ist ein US-amerikanischer Spielfilm aus dem Jahre 1951. Der Film entstand nach dem Roman Lights Out von Baynard Kendrick.

## Handlung
Der Film spielt während des Zweiten Weltkriegs. Der US-amerikanische Sergeant Larry Nevins wird in Nordafrika durch einen deutschen Scharfschützen schwer verwundet. Erblindet wird er zurück in die Vereinigten Staaten gebracht, wo er in ein Krankenhaus mit weiteren erblindeten Soldaten kommt. Der Film erzählt seinen Kampf mit der Behinderung und den psychischen Problemen, die daraus resultieren. Das Krankenhaus befindet sich in einer Kleinstadt in Pennsylvania. Larry freundet sich mit Judy Greene an und dem ebenfalls blinden Soldaten Joe Morgan. Die Freundschaft zu Joe Morgan erfährt einen Riss, als Larry eine abfällige Bemerkung über Afroamerikaner macht. Er hatte als Blinder nicht bemerkt, dass sein Freund Joe schwarz ist. Seine Blindheit macht ihm deutlich, wie rückständig und dumm sein bisheriges Verhalten gegenüber Afroamerikanern war. 
Gemeinsam mit Judy kann er erstmals das Krankenhaus verlassen und trifft auf einen erfolgreichen und blinden Rechtsanwalt. Der Mann macht ihm Mut. Er beginnt zu glauben, den Kampf mit der Behinderung zu gewinnen. Als er schließlich entlassen wird, kehrt er zu seiner Familie und seiner Verlobten Chris zurück. Hier wird er schnell zum Außenseiter, jedoch nicht so sehr wegen seiner Behinderung, sondern aufgrund des ständig schwelenden Rassismus in der Südstaatenfamilie. Auch Chris ist ihm fremd geworden. Enttäuscht kehrt Larry in das Krankenhaus zurück. Bei einem Ausflug nach Philadelphia trifft er erneut den blinden Rechtsanwalt, der ihm zum Vorbild wird und ihn weiter ermutigt. Schließlich trifft er auch Judy wieder und beide erklären sich ihre Liebe. Zu guter Letzt kann er auch mit Joe Morgan Frieden schließen.

## Kritiken
„Die gefühligsselige Story ist nicht sehr glaubhaft, aber menschliche Integrität und ein eindrucksvoller Hauptdarsteller machen den Film sehenswert.“

## Auszeichnungen
Der Film nahm am Wettbewerb der Internationalen Filmfestspiele von Cannes 1951 teil. 1952 wurde Drehbuchautor Robert Buckner mit dem Golden Globe Award ausgezeichnet. Hauptdarsteller Arthur Kennedy wurde für seine Leistung für einen Golden Globe und für einen Oscar nominiert. Eine weitere Oscarnominierung erhielt der Film für den Ton. Arthur Kennedy wurde außerdem mit dem New York Film Critics Award ausgezeichnet. Die Evangelischen Filmgilde zeichnete im Januar 1952 "Sieg über das Dunkel" als Film des Monats aus.